# Борст, Ганс Георг
Ганс Георг Борст (нем. Hans Georg Borst; 17 октября 1927 года — 8 сентября 2022 года) — крупнейший европейский кардиоторакальный хирург, профессор хирургии в медицинском университете Ганновера.

## Биография
Ганс Георг Борст родился 17 октября 1927 года в Мюнхене. По достижении школьного возраста Ганс был принят в гимназию Wilhelms (Мюнхен), где обучался с 1937 по 1944 год. В последующем юный Борст был переведен в среднюю школу в городе Гармиш-Партенкирхен. В перерывах между учёбой (в 1944-1945 годы) Ганс Борст служил курсантом в ВВС Германии. После окончания школы, в 1947 году, Ганс принят в Мюнхенский университет Людвига-Максимилиана, где работал его отец — профессор патологии Макс Борст. В последующем, в 1950 году, Ганс переехал в США, где продолжил обучение в медицинской школе Гарвардского университета (Бостон). После окончания обучения в 1953 году, Гансу Борсту присвоено звание доктора медицины (MD). В 1953 году Борст принят сотрудником на кафедру хирургии медицинского факультета Стенфордского университета, недалеко от Пало-Альто, где он проработал до 1954 года. С 1954 по 1956 год Ганс трудился на кафедре физиологии медицинской школы общественного здоровья Гарвардского университета. В 1956 году Ганс Борст вернулся в Германию, где продолжил работать под руководством профессора Rudolf Zenker в хирургической клинике Марбургского университета. В 1968 году Борст приглашён в качестве профессора хирургии в медицинскую школу в Ганновере. В 1972 году Ганс Борст назначен заведующим кафедрой торакальной и кардиохирургии, которой руководил до 1996 года, после чего ушёл на пенсию. В апреле 2002 года профессор Ганс Борст посетил Пермь. Ганс Борст имеет четырёх детей, увлекается историей, альпинизмом, историей искусств и музыки.

## Труды и награды
Ганс Борст является почетным членом множества хирургических обществ в области торакальной и кардиохирургии, включая Английский королевский хирургический колледж, Американскую коллегию хирургов, Американскую ассоциацию торакальной хирургии. За время работы он был редактором 6 научных журналов, автором около 450 научных статей. В 1983 году профессор Борст опубликовал методику протезирования грудной аорты при первом этапе лечения торакоабдоминальной аневризме аорты, имеющей два названия: операцией Борста и «хобот слона». Эта методика заключается в протезировании восходящей аорты, дуги с оставлением свободного флотирующего конца в нисходящей аорте. Борст разработал и внедрил в клинику методы защиты головного мозга в условиях циркуляторного ареста при операциях на грудной аорты. В 1984 году Борст совместно с H.Oelert предложили модифицированную методику ретроаортального предсердно-легочного соустья при коррекции сложных врождённых пороках сердца. Также профессор Борст является одним из лидеров в области трансплантации легких.
1. Бокерия Л. А. [и др.]. История учения о врождённых пороках сердца / Л. А. Бокерия. М.: НЦССХ им. Н. А. Бакулева РАМН, 2011. ‒ 590 с.: ил.
2. Westaby S., Landmarks in cardiac surgery / S. Westaby. — Oxford: ISIS Medical Media Ltd. 1997. — 683 c.